# Igor Franko
Igor Franko, italijanski zobozdravnik slovenskega rodu, * 23. september 1900, Solkan, † 19. marec 1994, Gorica.

## Življenje in delo
Rodil se je v družini odvetnika Alojzija Franka. Ljudsko šolo je obiskoval v rojstnem kraju. Gimnazijo je začel v Gorici, nadaljeval pa v Ljubljani, kamor se je družina leta 1915 preselila po vstopu Italije v prvo svetovno vojno. Na začetku leta 1918 je v Ljubljani predčasno maturiral in bil vpoklican v avstro-ogrsko vojsko ter opravil častniško šolo. Bil je vojak v Galiciji, Linzu in Krminu, kjer je dočakal razpad monarhije. Na Medicinsko fakulteto v Zagrebu se je vpisal takoj po koncu vojne in tam opravil prve izpite. Študij je nadaljeval na Dunaju, kjer je leta 1924 tudi diplomiral iz splošne medicine. Po končanem študiju je bil najprej stažist v Gorici, nato pa je volontersko delal na kirurgiji, okulistiki in porodništvu v Ljubljani. Leta 1926 je v Ilirski Bistrici odprl zasebno ambulanto. Tam je ostal do 1931, ko je izgubil koncesijo ker se ni želel vključiti v fašistično stranko. Po izgubi koncesije se je odločil, da se bo posvetil dentalni medicini, ter na Dunaju eno leto intenzivno obiskoval tečaj za zobozdravnike. Dodatno se je izpopolnjeval še v Linzu, na  Dunaju, Berlinu in Bologni. Ob začetku 2. svetovne vojne so ga fašistične oblasti najprej za mesec dni zaprle, nato pa konfinirale v Sieno, kjer je delal na ginekološki kliniki. Specialistični izpit za zobozdravnika je opravil leta 1943. Po koncu vojne se je vrnil v Gorico in opravljal zobozdravniški poklic do leta 1986, ko je v visoki starosti stopil v pokoj.
V mladih letih se je zanimal za glasbo, saj je igral violino v orkestru Lucijana Marije Škerjanca. Za svoje delo je na kongresu zobozdravnikov v Gorici prejel posebno priznanje. Bil je tudi častni član zobozdravstvene sekcije slovenskega zdravniškega društva.